# Морозов, Максим Алентинович
Макси́м Аленти́нович Моро́зов (укр. Максим Алентинович Морозов; род. 28 сентября 1978, Керчь, Крымская АССР, Украинская ССР, СССР) — украинский и российский футболист, полузащитник.

## Карьера
Максим Морозов — воспитанник керчинского футбола. В возрасте 17 лет дебютировал за местный клуб «Портовик», в составе которого шесть раз выходил на поле в матчах второй лиги. Своей игрой за команду привлёк внимание представителей тренерского штаба дубля «Шахтёра» из города Донецк, с которым в 1995 заключил контракт. Сыграл за дублёров донецкого клуба следующие три сезона своей игровой карьеры. Большую часть времени, проведённого в составе второй команды «Шахтера», был основным игроком команды.
В 1998 году заключил контракт с клубом «Явир-Сумы», за который выступал на протяжении двух лет.
С 2000 по 2008 год играл за клубы России, Белоруссии, Литвы и Армении: в составе команд «Металлург» (Липецк), «Металлург» (Красноярск), «Салют-Энергия», «Факел» (Воронеж), «Дарида», «Мика», «Атлантас» и «Металлург-Кузбасс».
Зимой 2009 года вернулся в армянскую команду «Мика», в футболке которой выступал два сезона. 9 июля принял участие в ответном матче первого квалификационного раунда Лиги Европы против «Хельсинборга», на 83 минуте заменив Педро Лопеса. Встреча завершилась ничьей со счётом 1:1. По окончании сезона 2009 завершил профессиональную карьеру игрока.

## Достижения
- Обладатель Кубка Армении: 2005
- Серебряный призёр чемпионата Армении (2): 2005, 2009
- Победитель группы «В» Второй лиги Украины: 1997/98
- Бронзовый призёр зоны «Центр» Второго дивизиона России: 2003